# کازیمیرس پتکویوس
کازیمیرس پتکویوس (انگلیسی: Kazimieras Petkevičius؛ ۱ ژانویه ۱۹۲۶ – ۱۴ اکتبر ۲۰۰۸) ورزشکار بسکتبال اهل اتحاد جماهیر شوروی سوسیالیستی بود.
وی همچنین برندهٔ جوایزی همچون نشان پرچم سرخ کار شده‌است.
وی در مسابقات کشوری و بین‌المللی در مجموع برندهٔ ۲ مدال طلا، ۲ مدال نقره، ۱ مدال برنز شده‌است.